# ACEEEO
Az Európai Választási Szakértők Egyesületét (angolul The Association of European Election Officials) 1991-ben alapították Közép- és Kelet-európai Választási Szakértők néven Budapesten. A szervezetnek jelenleg 23 ország választási bizottságai az intézményes tagjai, hivatalos nyelvei az angol és az orosz. A szakmai egyesület szemináriumokat, képzéseket, konferenciákat, választási megfigyelési missziókat szervez, kiadványokat jelentet meg, melyek közül a legfontosabb a kétnyelvű Választások Európában (Elections in Europe/Выборы в Европе). Az ACEEEO székhelye és titkársága megalakulása óta Budapesten van, főtitkára Szolnoki Zsolt.

## Külső hivatkozás
Hivatalos oldal